# هنري ريغلي
هنري نيلسون ريغلي (بالإنجليزية: Henry Wrigley)‏ (21 أبريل 1892 - 14 سبتمبر 1987) كان قائدًا كبيرًا في سلاح الجو الملكي الأسترالي، وطيار رائد وباحث في مجال الطيران، قاد أول رحلة عبر أستراليا من ملبورن إلى داروين في عام 1919، وبعد ذلك وضع الأساس لعقيدة القوة الجوية لسلاح الجو الملكي البريطاني. خلال الحرب العالمية الأولى، انضم ريغلي إلى سلاح الطيران الأسترالي وشهد القتال مع السرب رقم 3 على الجبهة الغربية، وحصل على صليب القوة الجوية. تولى قيادة الوحدة فيما بعد ونشر تاريخ مآثرها في زمن الحرب. حصل على وسام القوة الجوية لرحلته عبر البلاد عام 1919.
كان ريغلي عضوًا مؤسسًا لسلاح الجو الملكي الإسترالي في عام 1921، وشغل مناصب في السنوات التالية. في عام 1936، رقيت رتبته إلى نقيب وتولى قيادة محطة السلاح الجوي في لافرتون. رقيت رتبته إلى سلعة جوية بعد اندلاع الحرب العالمية الثانية بفترة وجيزة، وأصبح عضوًا جويًا للأفراد في نوفمبر 1940. وكانت إحدى مهامه تنظيم القوات الجوية الأسترالية المساعدة التي أنشئت حديثًا واختيار مديرتها، كلير ستيفنسون، في عام 1941. وكان قد عين قائداً لأمر الإمبراطورية البريطانية في نفس العام. خدم ريغلي ضابطا جويا وقائدًا للمقر الرئيسي لشركة السلاح الجوي في لندن، من سبتمبر 1942 حتى تقاعده من الجيش في يونيو 1946. وتوفي في عام 1987 عن عمر خمسة وتسعين عامًا.

## حياته
ولد هنري نيلسون ريجلي في 21 أبريل 1892 في كولينجوود، إحدى ضواحي ملبورن. تلقى تعليمه في مدرسة ريتشموند المركزية ومدرسة ملبورن الثانوية، حيث انضم إلى الطلاب العسكريين. درس في جامعة ملبورن، وأصبح مدرسًا في مدرسة حكومية قبل اندلاع الحرب العالمية الأولى. انضم إلى سلاح الطيران الأسترالي في 5 أكتوبر 1916. تدرب ريغلي في صف الطيران تحت إشراف الملازم إريك هاريسون في مدرسة سنترال فلاينج في بوينت كوك، فيكتوريا، قبل أن يغادر ملبورن في 25 أكتوبر على متن سفينة عسكرية متجهة إلى أوروبا. بعد مزيد من التدريب في إنجلترا، أرسل ريغلي إلى فرنسا وحلق على الجبهة الغربية مع السرب رقم 3 (المعروف أيضًا حتى عام 1918 باسم السرب رقم 69، سلاح الطيران الملكي). شاركت الوحدة في مهام الاستطلاع وتحديد المدفعية والدعم الأرضي. بعد أن رقيت رتبة نقيب، حصل ريجلي على وسام الطيران المتميز عن تفانيه الاستثنائي في أداء الواجب، ولا سيما إصراره على الضغط على منزله في هجوم ضد مشاة العدو في 29 أكتوبر 1918 في مواجهة نيران الرشاشات والبنادق المكثفة؛ صدر التكريم في جريدة لندن غازيت في 3 يونيو 1919. لاحظ ريجلي لاحقًا أن معظم الطائرات في زمن الحرب كان من المستحيل القتال فيها، وأن كبار الضباط كانوا مشغولين جدًا بإقناع الطائرات في الهواء وتعليم الطيارين إسقاطها مرة أخرى دون كسر أعناقهم للنظر في الآثار الأوسع للقوة الجوية.

## التقاعد
كان تقاعد ريغلي قسريًا من القوات المسلحة الملكية سنة 1946، مع كبار القادة والمحاربين القدامى الآخرين في الحرب العالمية الأولى، لإفساح المجال ظاهريًا لتقدم الضباط الأصغر سنًا وذوي القدرات المماثلة. بخيبة أمل شديدة من القرار، سرح ريغلي رسميًا في 6 يونيو. لقد وجد صعوبة في تأمين وظيفة مدنية لأنه بحلول الوقت الذي عدت فيه، اقتنص الناس جميع الوظائف الجديرة بالاهتمام في جميع أنحاء أستراليا، ليس فقط أفراد القوات الجوية ولكن أشخاص آخرون على الفور. بعد محاولة فاشلة لإدارة تجارة التجزئة الخاصة به، في النهاية كسب لقمة العيش من خلال تولي بعض الوظائف الإدارية التي استمرت لبضع سنوات. عين ريغلي نائبًا فخريًا للمشير الجوي في يوليو 1956. في عام 1966 أصبح المدير التنفيذي لمؤسسة فيكتوريا لما وراء البحار، وبعد ذلك أصبح وصيًا. نشر ريغلي الطائرات والتنمية الاقتصادية من خلال الجمعية الملكية للطيران في عام 1969. في مارس 1971، كان من بين مجموعة مختارة من الأعضاء المؤسسين الباقين على قيد الحياة في السلاح الملكي الذين حضروا مأدبة عشاء احتفالية في فندق كانبيرا بمناسبة اليوبيل الذهبي للخدمة. وكان من بين زملائه الضيوف المشير الجوي السير ريتشارد ويليامز، ونائب المارشال الجوي بيل أندرسون، والعميد الجوي هيبوليت دي لا رو، وقائد الجناح السير لورانس واكيت. بعد وفاة زوجته الأولى، مارجوري، تزوج ريغلي من زندا إدواردز في 5 يناير 1972. في ديسمبر 1979، كان ضيف الشرف في احتفالات بمناسبة مرور ستين عامًا على الطيران في داروين. نقله سلاح الجو الملكي البريطاني من بوينت كوك إلى داروين لإحياء ذكرى رحلته التاريخية عام 1919 مع آرثر مورفي. كتب ريجلي تاريخ الفرع الفيكتوري لمؤسسة الخدمات المتحدة في عام 1980. عن عمر يناهز خمسة وتسعين عامًا، توفي في ملبورن في 14 سبتمبر 1987. مدون ملاحظات متأصل وفقًا لأصدقائه، خلال حياته المهنية، جمع ريجلي وثائق مستفيضة تتعلق بنظرية وممارسة القوة الجوية، والتي حاضر فيها بين زملائه في سلاح الجو الملكي البريطاني خلال عشرينيات القرن الماضي. تضمنت المفاهيم التي روج لها التفوق الجوي، والحاجة إلى فصل القوات الجوية عن الفروع الأخرى للقوات المسلحة، والسيطرة على الجو كوسيلة لتنفيذ الضربات الهجومية، واستبدال القوات الجوية بالقوات البرية. على الرغم من الدفاع دائمًا عن استقلالية الذراع الجوية، إلا أن ريجلي سارع إلى تبديد أي فكرة مفادها أنه ببساطة سيأتي من الله أعلم أين، ويسقط قنابله، ويعرف الله أين، وينطلق مرة أخرى، والله يعلم أين؛ بل يجب أن تعمل بالتنسيق مع الجيش والبحرية لتعزيز سياسة الحكومة. ومن ثم يُنسب إليه الفضل في وضع الأسس لعقيدة القوة الجوية الحديثة الخاصة بالسلاح الجوي، والتي صنفت في النهاية كدليل القوة الجوية في عام 1990. ححرت وفاته ونشرها من قبل العميد الجوي بريندان أولوغلين وقائد الجناح آلان ستيفنز في عام 1990 كعامل حاسم: مبدأ القوة الجوية بواسطة نائب المارشال الجوي إتش إن ريجلي. في عام 1996، عمد مقر إقامة ريجلي السابق كضابط آمر لمحطة السلاح الملكي في لافرتون قبل الحرب العالمية الثانية على شرفه. يحمل اسمه أيضًا هنري ريجلي درايف، مقتربًا من مطار داروين الدولي. في مارس 2010، أسس قائد القوات الجوية، المارشال الجوي مارك بينسكين، جائزة AVM H.N. Wrigley لتحليل القوة الجوية، كجزء من مسابقة مقال رئيس القوة الجوية السنوية.